# Israel's Son
Israel's Son és el tercer senzill de l'àlbum debut Frogstomp de la banda australiana Silverchair. També es va incloure en l'àlbum recopilatori The Best of Volume 1. És l'única cançó de l'àlbum que la banda encara utilitza en els concerts. Les lletres de la cançó estan inspirades en una execució que el cantant va veure per la televisió.
Es van crear dues edicions del videoclip, ambdues dirigides per Nigel Dick. Tot i que la primera edició ja portava força temps en rotació, la discogràfica Epic, propietària de Murmur, no es volia fer responsable del que apareixia al primer videoclip, de manera que van encarregar una segona versió censurant algunes imatges, per substituir l'original només als Estats Units.

## Llista de cançons
CD AUS (MATTCD012) / Casset Senzill (MATTC012)
1. "Israel's Son"
2. "Blind (live)"
3. "Leave Me Out (live)"
4. "Undecided (live)"

CD Senzill EU (6629641)
1. "Israel's Son"
2. "MadMan (Vocal Mix)"

CD Senzill UK (6629642)
1. "Israel's Son"
2. "MadMan (Vocal Mix)"
3. "Leave Me Out (Live)"

Promo CD US (ESK7402)
1. "Israel's Son (radio edit)"

EP Japó (ESCA6434)
1. "Israel's Son"
2. "Acid Rain"
3. "MadMan (vocal mix)"
4. "Stoned"
5. "Blind"
6. "Tomorrow"